# Li Meisu
Li Meisu, chiń. 李梅素; pinyin Lǐ Méisù (ur. 17 kwietnia 1959 w Xinle w prowincji Hebei) – chińska lekkoatletka specjalizująca się w pchnięciu kulą, trzykrotna uczestniczka letnich igrzysk olimpijskich (Los Angeles 1984, Seul 1988, Atlanta 1996), brązowa medalistka olimpijska z Seulu w pchnięciu kulą.

## Sukcesy sportowe
- trzykrotna mistrzyni Chin w pchnięciu kulą – 1996, 1997, 1998[1]

| Rok  | Miasto      | Zawody                    | Konkurencja    | Wynik         |
| ---- | ----------- | ------------------------- | -------------- | ------------- |
| 1982 | Nowe Delhi  | Igrzyska azjatyckie       | pchnięcie kulą | złoty medal   |
| 1984 | Los Angeles | Igrzyska olimpijskie      | pchnięcie kulą | 5. miejsce    |
| 1985 | Paryż       | Światowe igrzyska halowe  | pchnięcie kulą | 4. miejsce    |
| 1985 | Dżakarta    | Mistrzostwa Azji          | pchnięcie kulą | srebrny medal |
| 1987 | Rzym        | Mistrzostwa świata        | pchnięcie kulą | 7. miejsce    |
| 1988 | Seul        | Igrzyska olimpijskie      | pchnięcie kulą | brązowy medal |
| 1989 | Budapeszt   | Halowe mistrzostwa świata | pchnięcie kulą | 8. miejsce    |
| 1997 | Ateny       | Mistrzostwa świata        | pchnięcie kulą | 6. miejsce    |
| 1998 | Fukuoka     | Mistrzostwa Azji          | pchnięcie kulą | złoty medal   |
| 1998 | Bangkok     | Igrzyska azjatyckie       | pchnięcie kulą | złoty medal   |
| 1999 | Maebashi    | Halowe mistrzostwa świata | pchnięcie kulą | 7. miejsce    |

## Rekordy życiowe
- pchnięcie kulą (stadion) – 21,76 – Shijiazhuang 23/04/1988 (aktualny rekord Azji)
- pchnięcie kulą (hala) – 21,08 – Pekin 25/03/1988